# East Northamptonshire
East Northamptonshire es un distrito no metropolitano del condado de Northamptonshire (Inglaterra).

## Geografía
Según la Oficina Nacional de Estadística británica, East Northamptonshire tiene una superficie de 509,79 km².

## Demografía
Según el censo de 2001, East Northamptonshire tenía 76 550 habitantes (49,53% varones, 50,47% mujeres) y una densidad de población de 150,16 hab/km². El 21,17% eran menores de 16 años, el 71,59% tenían entre 16 y 74, y el 7,24% eran mayores de 74. La media de edad era de 38,53 años. 
Según su grupo étnico, el 98,25% de los habitantes eran blancos, el 0,69% mestizos, el 0,43% asiáticos, el 0,25% negros, el 0,21% chinos, y el 0,16% de cualquier otro. La mayor parte (95,49%) eran originarios del Reino Unido. El resto de países europeos englobaban al 2,03% de la población, mientras que el 0,54% había nacido en África, el 0,82% en Asia, el 0,82% en América del Norte, el 0,05% en América del Sur, el 0,22% en Oceanía, y el 0,03% en cualquier otro lugar. El cristianismo era profesado por el 73,34%, el budismo por el 0,17%, el hinduismo por el 0,2%, el judaísmo por el 0,09%, el islam por el 0,12%, el sijismo por el 0,09%, y cualquier otra religión por el 0,24%. El 17,77% no eran religiosos y el 7,98% no marcaron ninguna opción en el censo.
El 40,36% de los habitantes estaban solteros, el 45,02% casados, el 2,05% separados, el 6,51% divorciados y el 6,06% viudos. Había 31 244 hogares con residentes, de los cuales el 25,78% estaban habitados por una sola persona, el 8,06% por padres solteros con o sin hijos dependientes, el 64,41% por parejas (54,37% casadas, 10,04% sin casar) con o sin hijos dependientes, y el 1,75% por múltiples personas. Además, había 1211 hogares sin ocupar y 154 eran alojamientos vacacionales o segundas residencias.